# Echipa națională de gimnastică artistică feminină a României

Stema echipei naționale de gimnastică artistică feminină a României

Echipa naționala de gimnastică artistică feminină a României este echipa feminină de gimnastică artistică care reprezintă România în competițiile internaționale; este formată din cele mai bune șase gimnaste din țară și o gimnastă de rezervă.

## Hall of Fame
Zece gimnaste naționale și doi antrenori naționali au fost incluși în International Gymnastics Hall of Fame:
- Nadia Comăneci – 1993
- Béla Károlyi (antrenor) – 1997
- Ecaterina Szabo – 2000
- Teodora Ungureanu – 2001
- Daniela Silivaș – 2002
- Simona Amânar – 2007
- Octavian Bellu (antrenor) – 2009
- Lavinia Miloșovici – 2011
- Gina Gogean – 2013
- Aurelia Dobre – 2016
- Andreea Răducan – 2018
- Cătălina Ponor – 2022